# 추포선생종가문서
추포선생종가문서(秋浦先生宗家文書)는 충청남도 부여군 부여읍 용정리의 조선 중기의 문신 황신 종가에 보관되어 전해 오는 문서와 유물이다. 1993년 7월 2일 충청남도의 문화재자료 제324호로 지정되었다가, 해당 유물이 1998년 12월 29일 추포황신선생종가유물과 함께 국립박물관에 기증됨에 따라 문화재 지정이 해지되었다.

## 같이 보기
- 황신

## 참고 문헌
- 추포선생종가문서 - 국가유산청 국가유산포털